# Хотьково (Орловская область)
Хотько́во — село в Шаблыкинском районе Орловской области России, административный центр Хотьковского сельского поселения.

## География
Село расположено в 47 км на запад от города Орла и в 14 км к северо-востоку от посёлка городского типа Шаблыкино.

## Этимология
Свое название с. Хотьково получило от того, что первые здешние обитатели стали селиться здесь по собственному желании (хотению) в то время, когда эта земля считалась собственностью соседнего монастыря в д. Башкирёво, которая гораздо раннего происхождения чем Хотьково.

## История
Точная дата образования села неизвестна, но по преданиям значится, что в 1724 году Хотьково уже существовало.
Поселенцы-крестьяне платили налоги и работали на монастырь до тех пор, пока земля эта не была подарена каким-то из государей служившей при дворе девице, а та передала этот подарок своим родственникам Тютчевым. Крестьяне спорили за эту землю с Тютчевым и даже судились, но напрасно. Предание называет одного из башкиревцев по имени Ермак, который особенно горячо принялся за это дело: ездил ходатайствовать перед самим Государем, но господа Тютчевы не допустили Ермака до Государя и в знак царской немилости к нему отпустили его опозоренным, обрив ему половину головы и бороды. Так Хотьково и осталось за Тютчевыми. Когда Башкиревский храм обветшал, то один из его владельцев Тютчевых построил новый храм в с. Хотьково. Башкирево стало приходом с. Хотьково.
До 1924 года в селе была начальная школа. В которой обучалось 16 учеников.
В 1924 году школа была преобразована в семилетнюю.
С 1930 года началась коллективизация, стали образовываться колхозы. На территории нынешнего села был один совхоз, который образован в 1918 году и 13 колхозов.
В 1938 году в с. Хотьково было уже две школы: средняя и начальная. В первые годы войны в школьном здании был открыт госпиталь для раненых. В период фашистской оккупации здесь была тюрьма для военнопленных. При отступлении немцев средняя школа была взорвана. Здание школы было восстановлено только в 1952 году.
В центре Хотьково располагалась церковь, которая была закрыта в 1930 году.
Во время войны все село было сожжено. Люди жили в землянках. На территории Советов вновь начали образовываться колхозы. Они назывались так же, как и до войны.
В 1959 году началось укрупнение колхозов. В 1959 году колхозов не стало. Они вошли в состав совхоза «Хотьковский».
На 1 января 1975 года совхоз имел 13 911 га земли. В том числе 8383 га пашни, 377 га сенокосы и 2683 на пастбища. Совхоз имел свой детский сад, магазин, хлебопекарню, 2 бани, ремонтную мастерскую. На территории Совета была одна средняя школа, одна восьми летняя, три — начальных.
В 80-е годы в селе были построены первые многоэтажные дома, открылся новый Дом культуры.

## Известные жители
- Володин Николай Андреевич — советский и российский государственный деятель, первый секретарь Орловского областного комитета КПСС (1989—1991), председатель Орловского областного Совета народных депутатов (1994—2007), член Совета Федерации Федерального Собрания РФ (1996—2002).

## Население
| 2002 | 2010 |
| ---- | ---- |
| 777  | ↘765 |